# Боздоський міст
Боздоський міст у місті Ужгород відкрито у 2005 році. Його довжина 133,2 м, а ширина - 26 м. Має загалом чотири автомобільні смуги та два тротуари. Назва походить від мікрорайону Боздош.
Будівництво розпочато у 1987 році, потім його заморозили, а відновили у 1995 році. Ініціатором став тодішній мер Ужгорода Сергій Ратушняк. Міськрадою було виділено 590 мільярдів купонокарбованців і гроші переказали на рахунок підрядника. Частину грошей поглинула інфляція, частина зникла разом зі збанкрутілим підрядником. Будівництво знову довелося заморозити.
Зрештою, для завершення будівництва з держбюджету (Служба автодоріг області) було виділено 1,2 мільйона гривень, а з міського бюджету - 4,5 мільйона. 20 жовтня 2005 року міст відкрили.

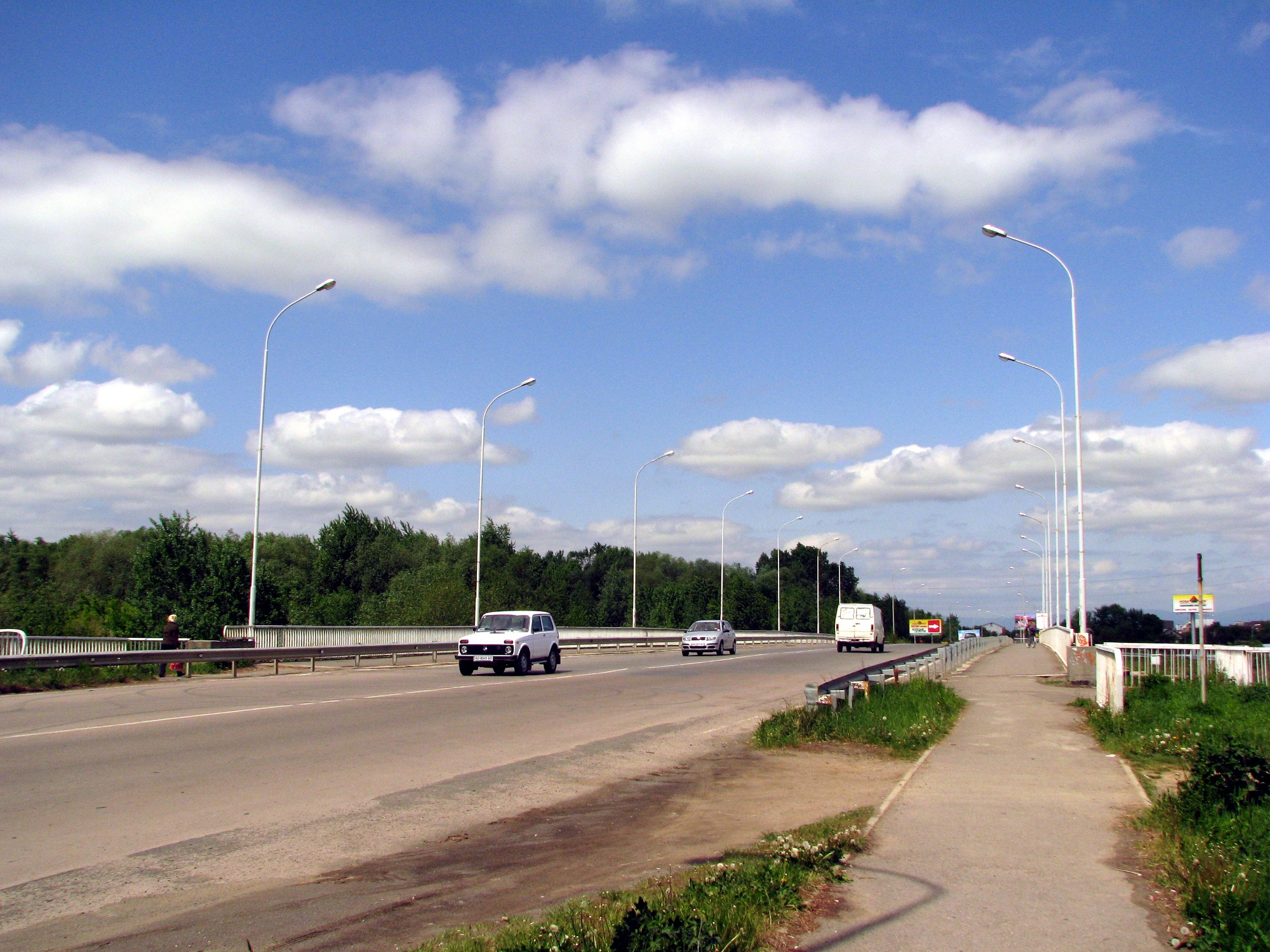
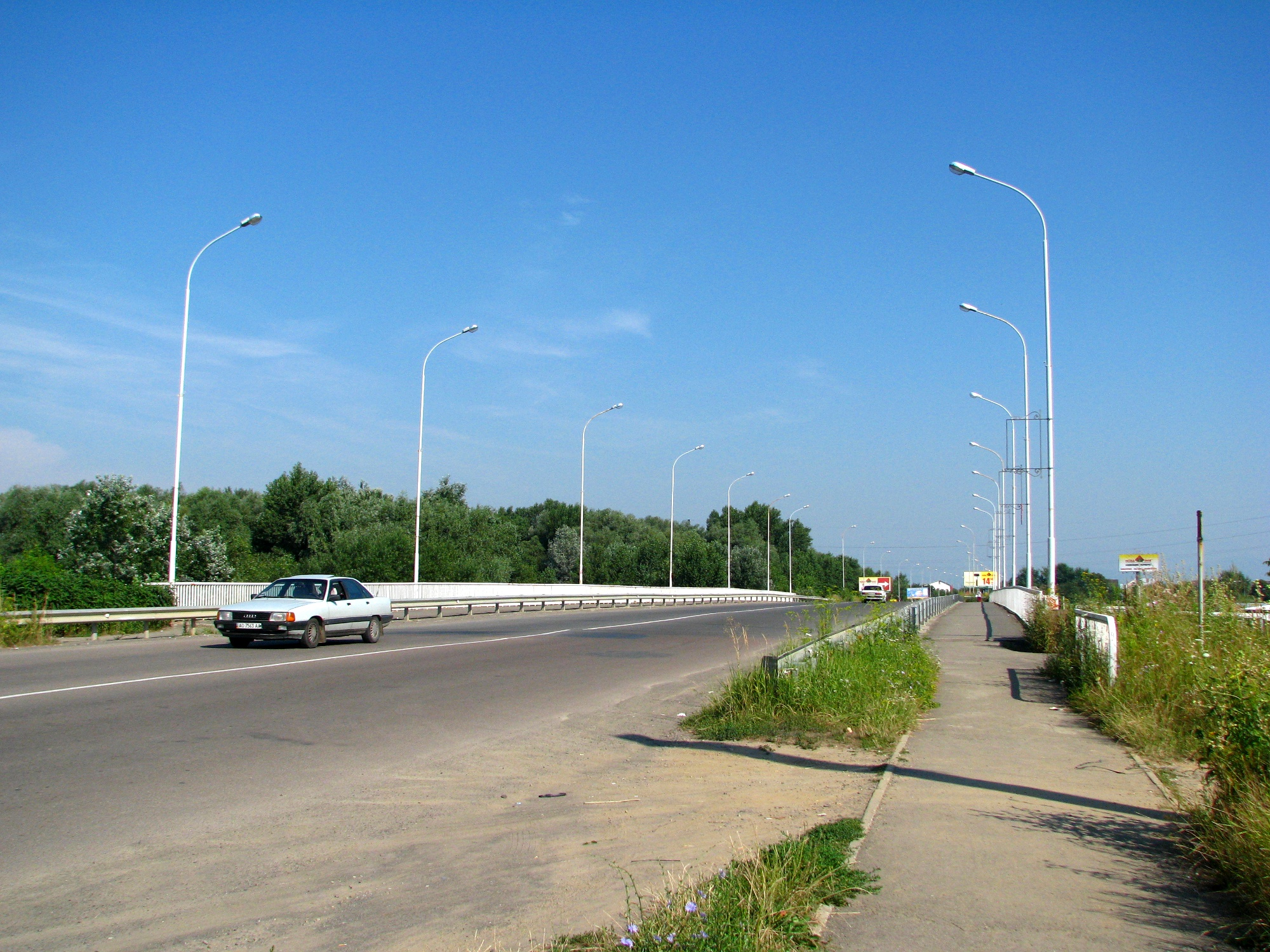
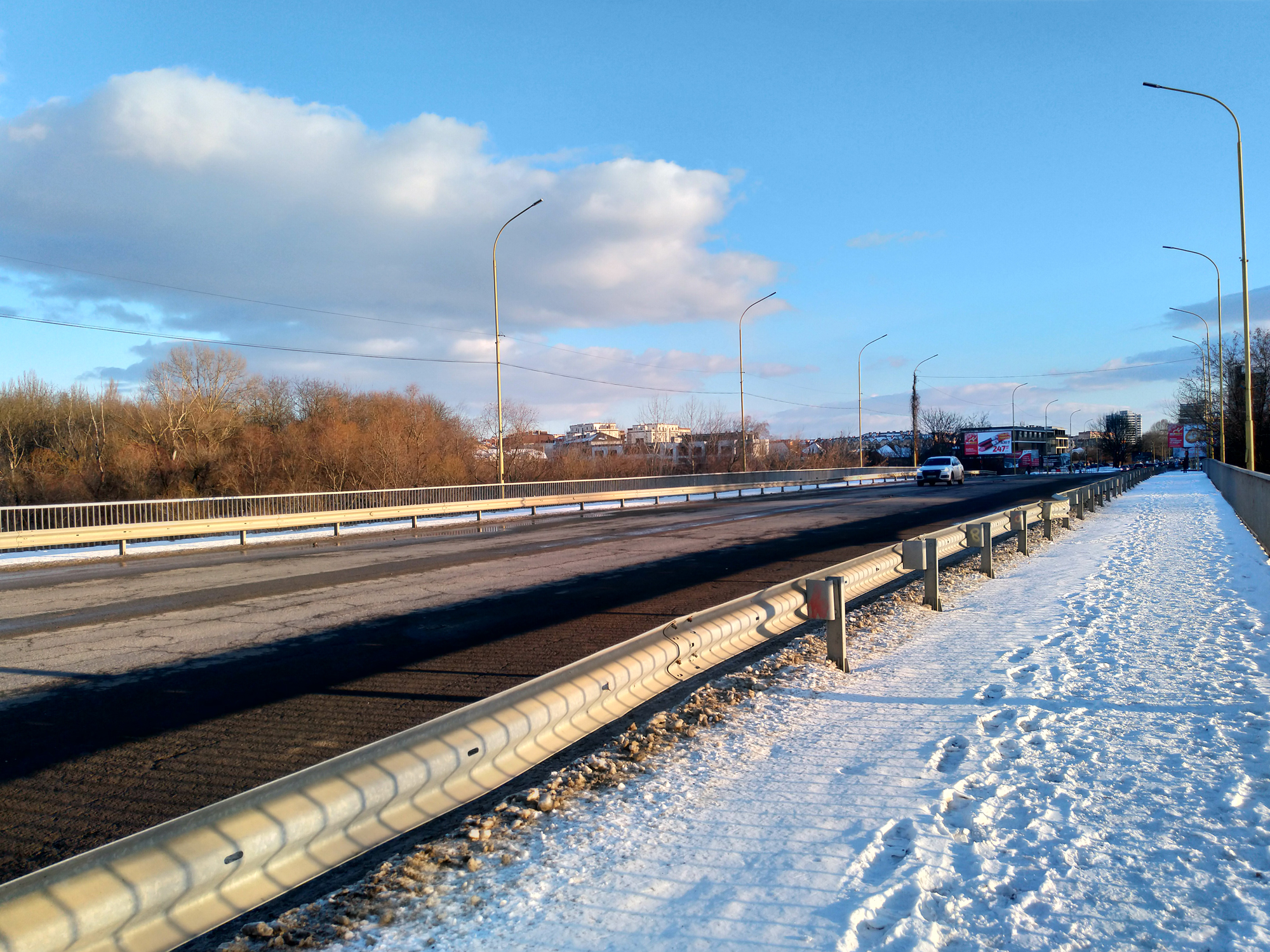
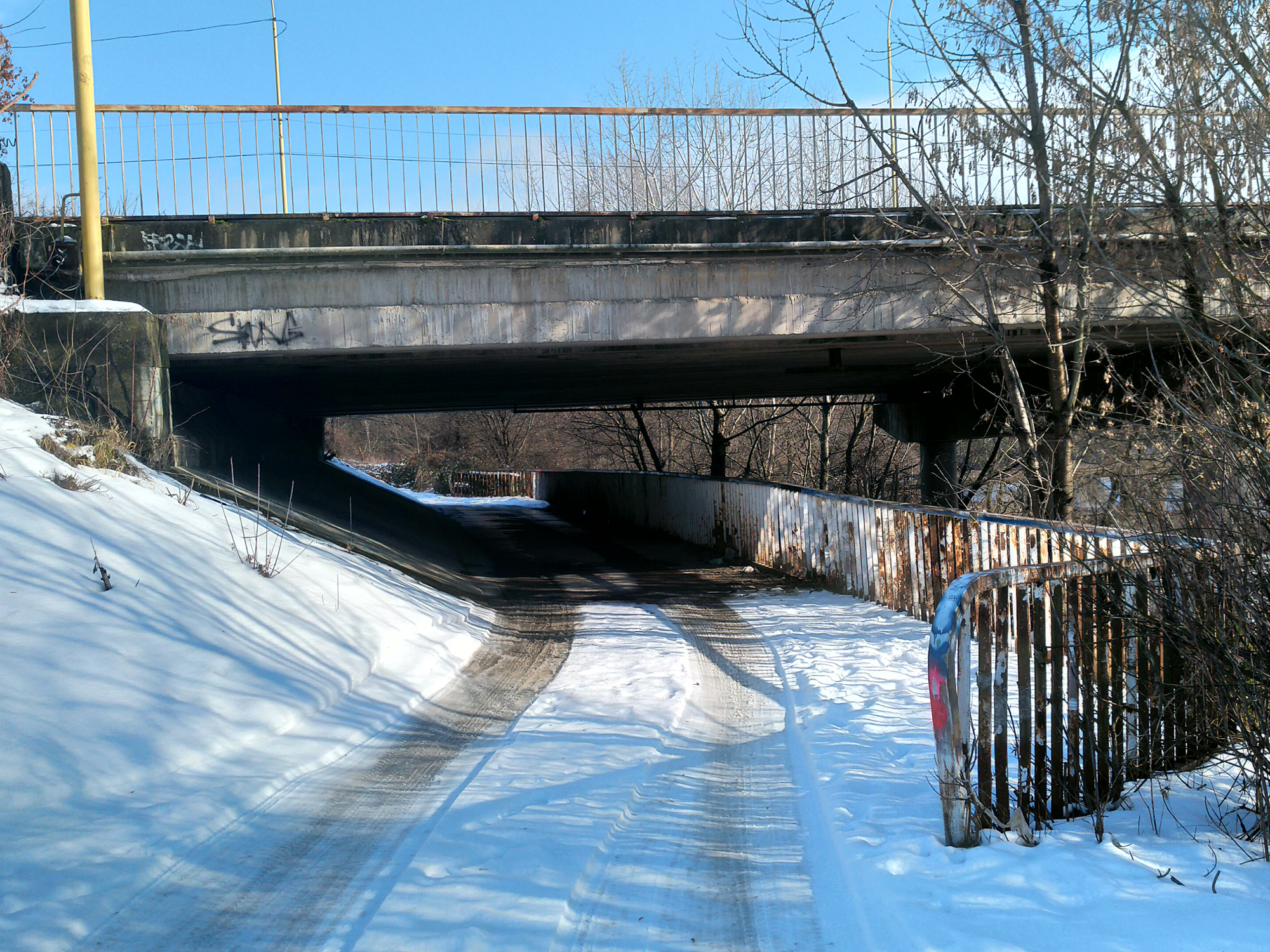
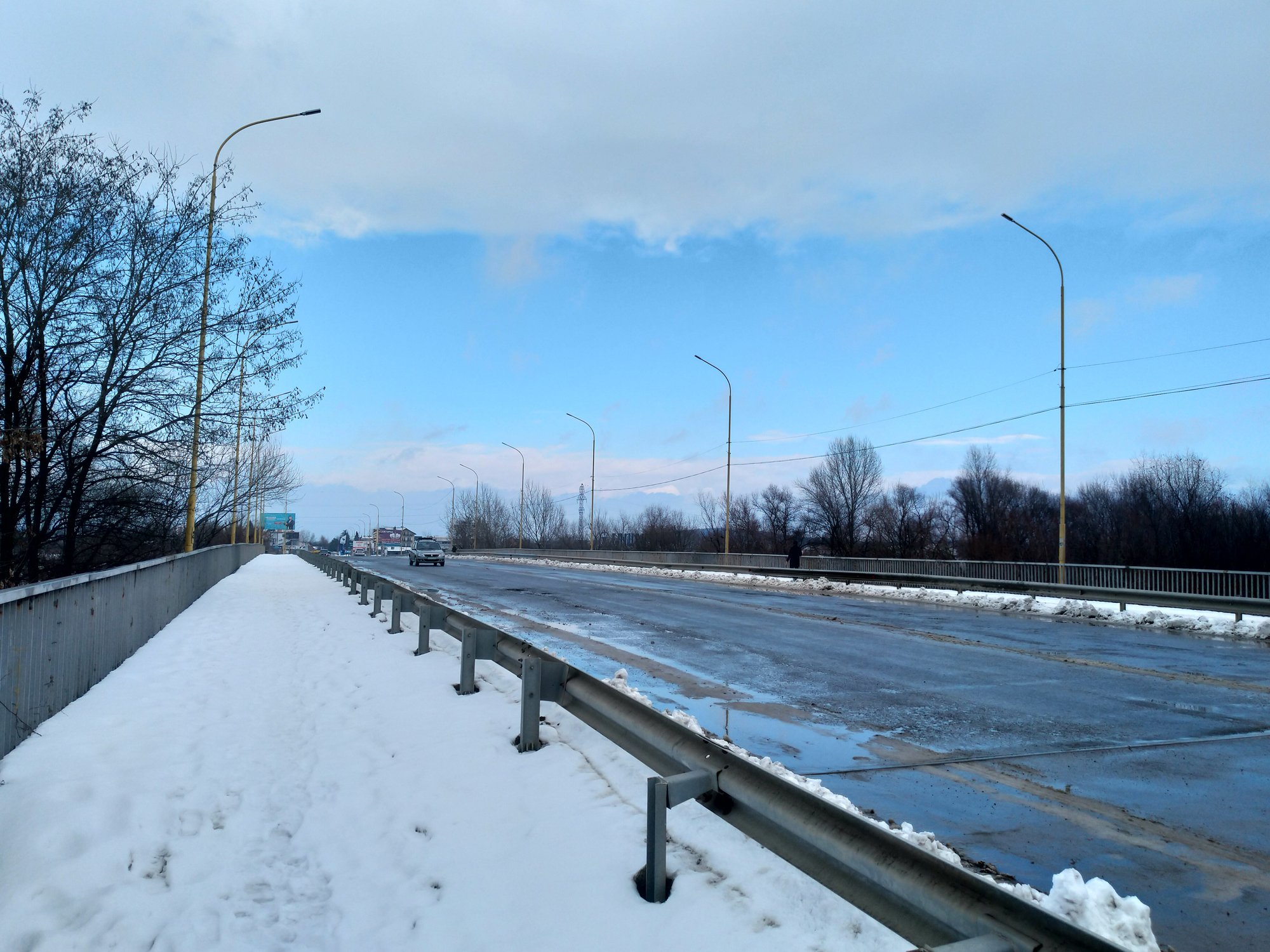
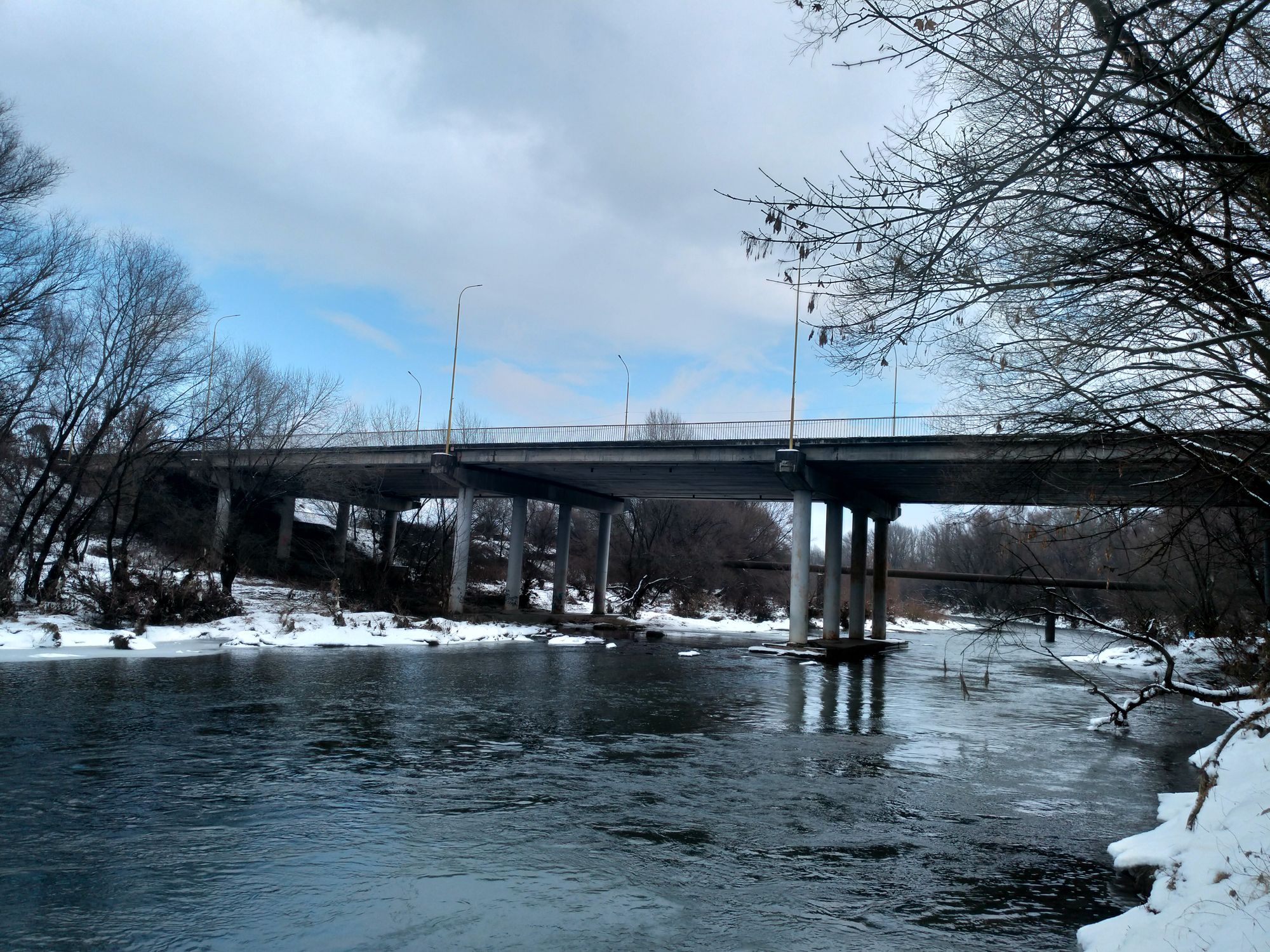
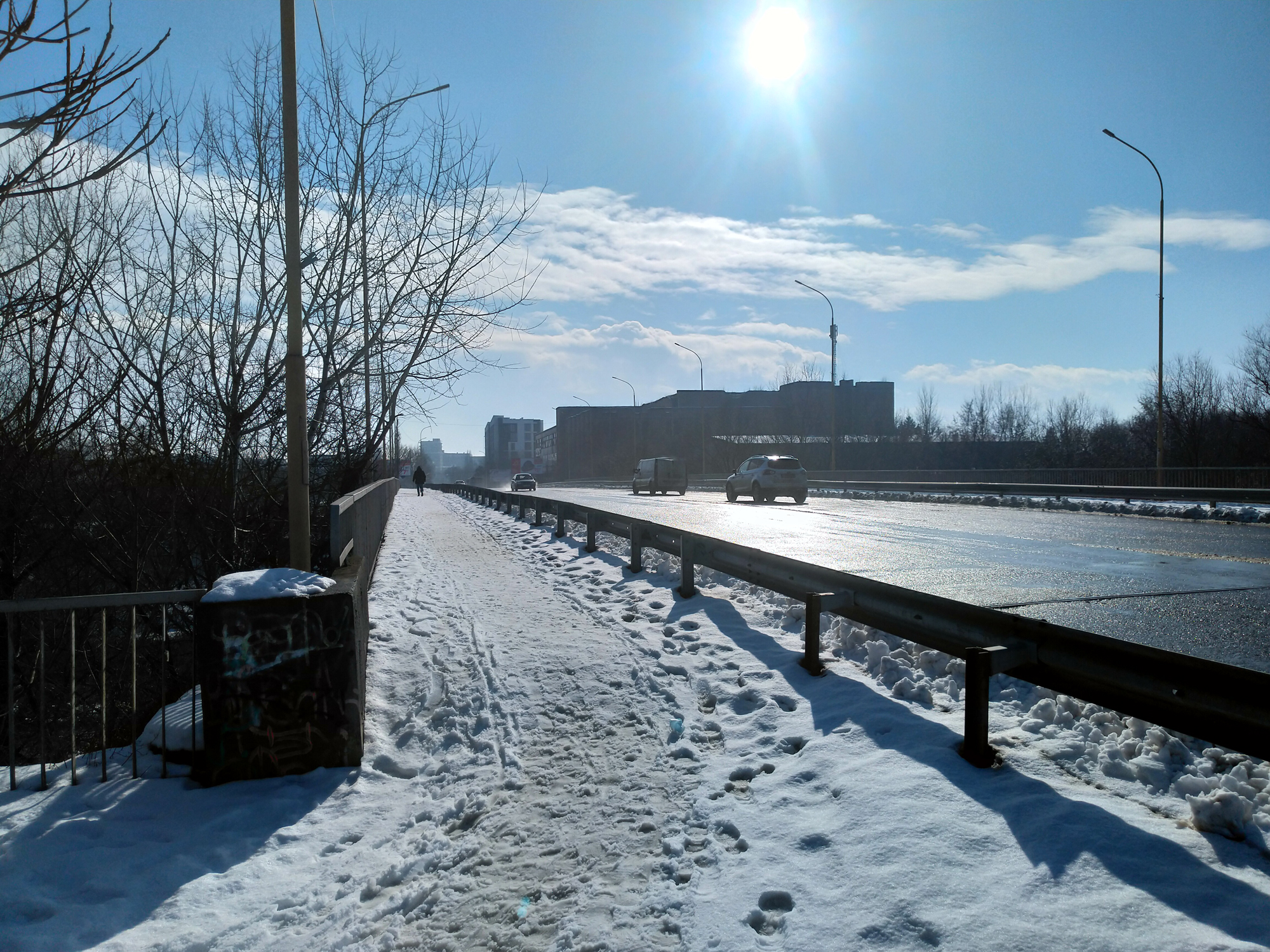
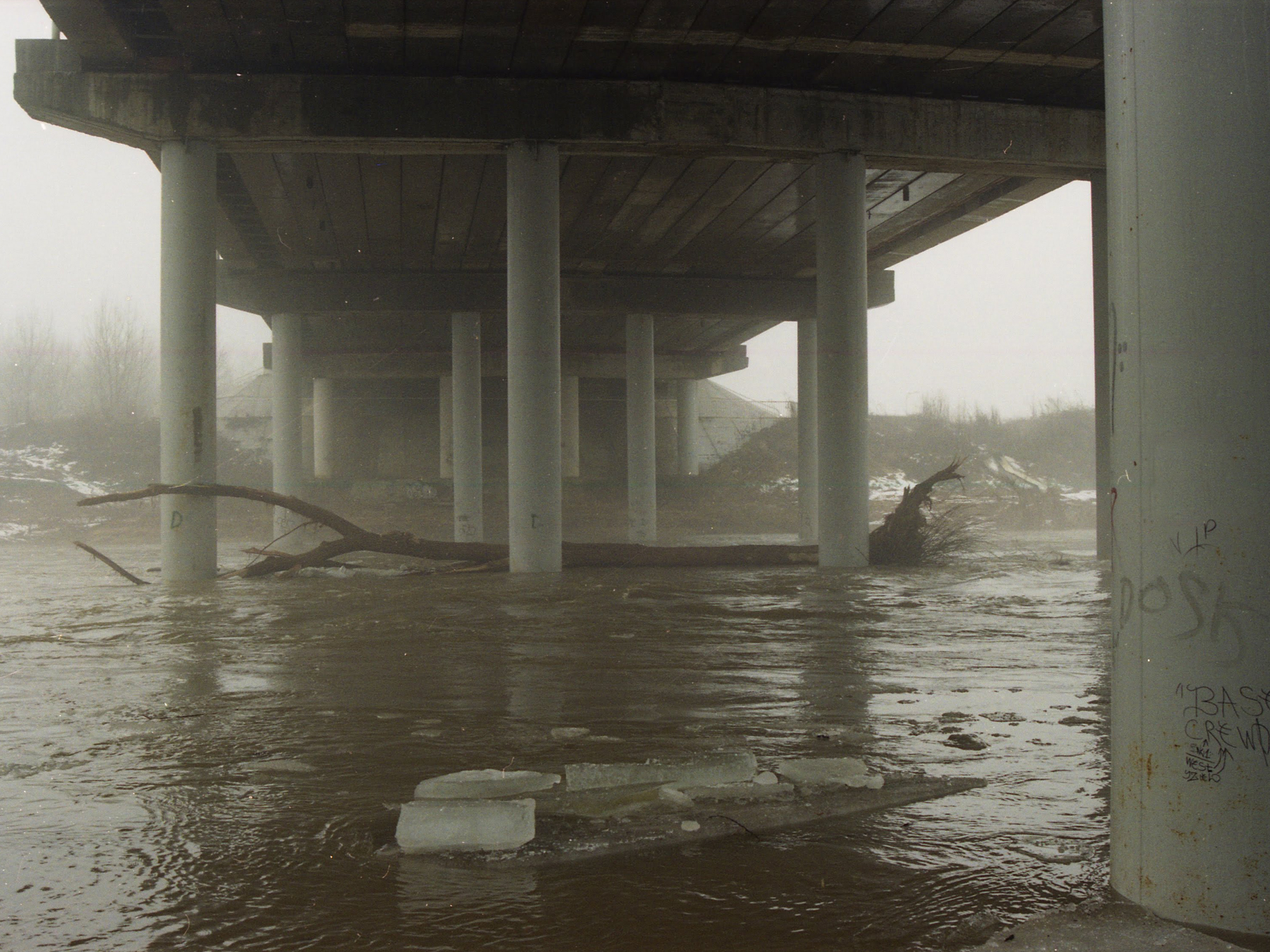
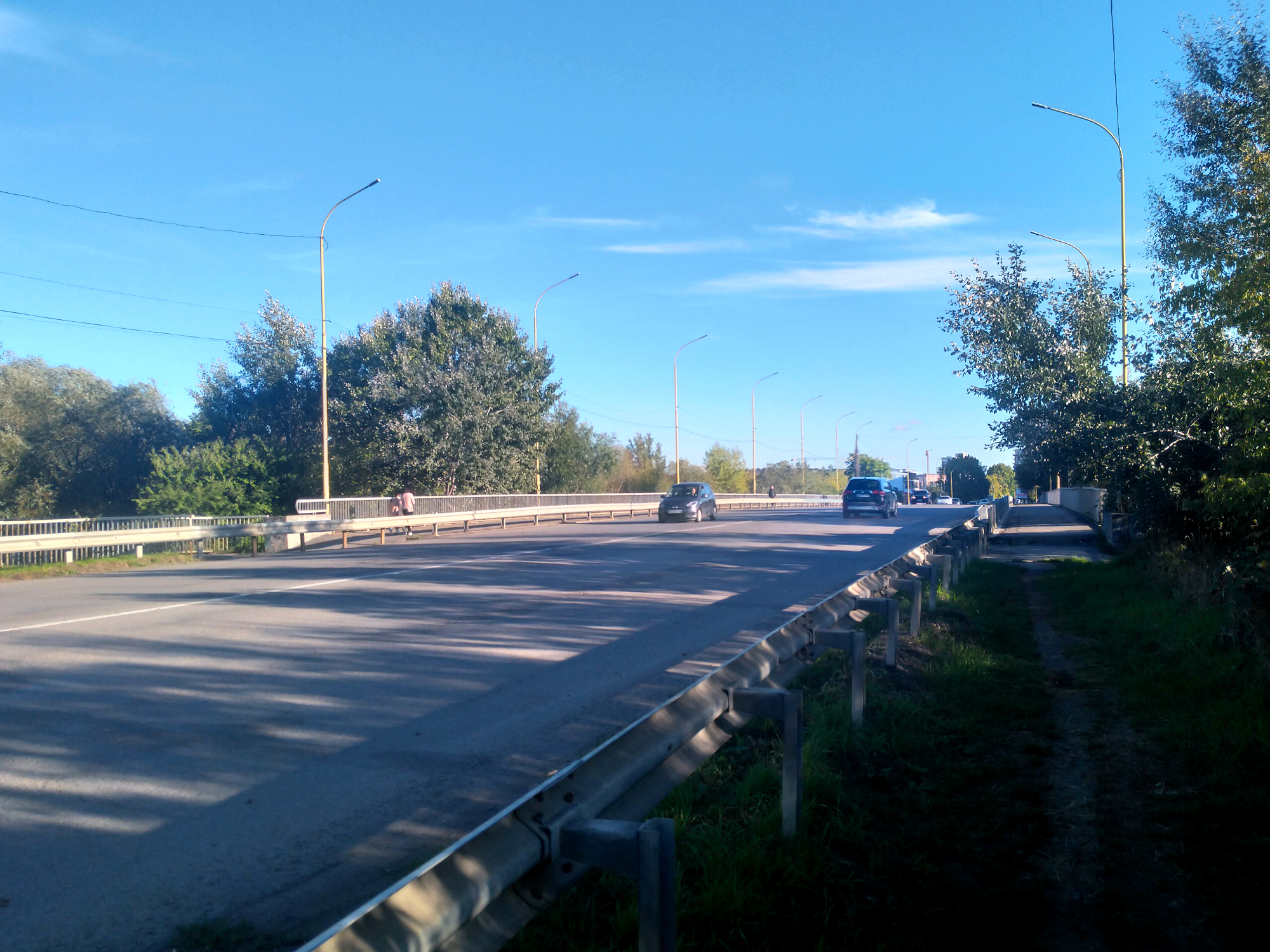
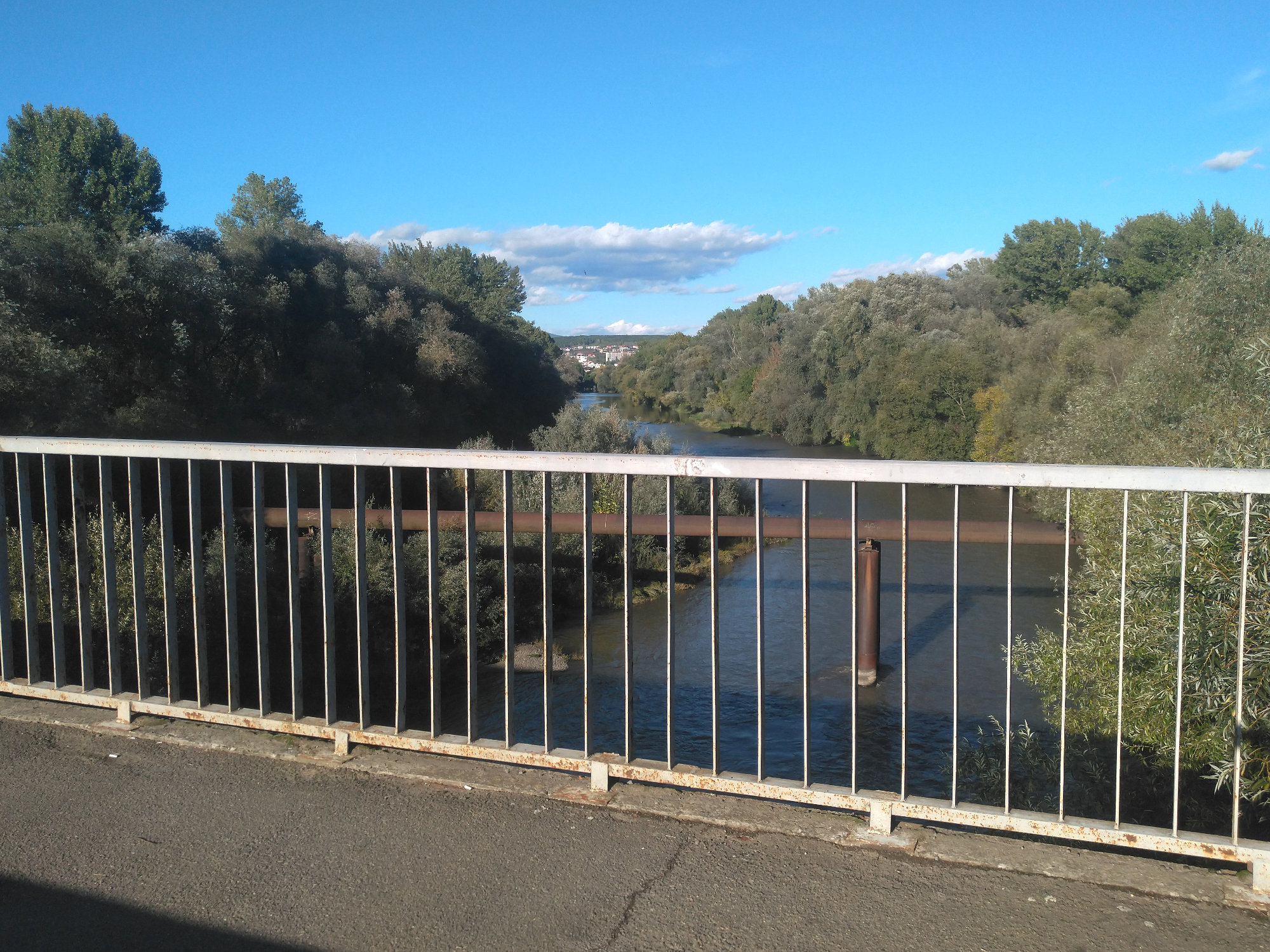

Координати: 48°37′10″ пн. ш. 22°15′28″ сх. д. / 48.619389° пн. ш. 22.257881° сх. д.